# Hewson (rivière)
Pour les articles homonymes, voir Hewson.
La rivière Hewson  (en anglais : Hewson River ) est un cours d’eau de l’Île du Sud de la Nouvelle-Zélande.

## Géographie
Elle s’écoule vers l’est puis vers le sud à partir de la chaîne de ‘Ben McLeod Range’ à l’intérieur de la région de Canterbury avant de se déverser dans le cours supérieur du fleuve Orari à 5 km à l’ouest du mont Peel (en).